# Benjamin H. Brewster
Pour les articles homonymes, voir Brewster.
Benjamin Harris Brewster, né le 13 octobre 1816 à Salem (New Jersey) et mort le 4 avril 1888 à Philadelphie (Pennsylvanie), est un juriste américain. Membre du Parti républicain, il est procureur général de Pennsylvanie entre 1867 et 1869 puis procureur général des États-Unis entre 1881 et 1885 dans l'administration du président Chester A. Arthur.

## Biographie
Diplômé en 1834 de l'université de Princeton, il entre la même année en tant qu'étudiant dans le cabinet d'avocat d'Eli Kirk Price à Philadelphie et est admis au barreau en 1838. En 1846, il est nommé délégué par le président James Knox Polk afin de statuer sur les réclamations des amérindiens Cherokees contre le gouvernement des États-Unis.
Le gouverneur de Pennsylvanie, John White Geary, le nomme procureur général de l'État en 1867. Il entre sur la scène politique fédérale le 19 décembre 1881 en devenant procureur général des États-Unis dans l'administration Arthur, un poste qu'il conserve jusqu'à la fin de la présidence de Chester Alan Arthur. Il meurt le 4 avril 1888 à Philadelphie.